# Angolachelys
Angolachelys – rodzaj żółwia skrytoszyjnego żyjącego w późnej kredzie na obecnych terenach Afryki. Został opisany przez Octávio Mateusa i współpracowników w 2009 roku w oparciu o niemal kompletną czaszkę, paliczek, dwa kręgi szyjne, proksymalną część kości biodrowej, fragmenty pancerza oraz niezidentyfikowane elementy (MGUAN-PA 002). Skamieniałości odkryto w pobliżu miejscowości Iembe w angolskiej prowincji Bengo. Pochodzą one ze złóż Tadi datowanych na górny turon, około 90 mln lat. Miejsce, w którym odnaleziono szczątki, znajduje się w pobliżu lokalizacji typowej mozazaura Angolasaurus bocagei. Czaszka Angolachelys mbaxi jest dłuższa niż szersza i stosunkowo duża – od kłykcia potylicznego od czubka pyska mierzy 179 mm, a szerokość na wysokości kości kwadratowych wynosi 137 mm. Według analizy filogenetycznej przeprowadzonej przez autorów Angolachelys jest przedstawicielem grupy Eucryptodira należącym do kladu Angolachelonia – jego taksonem siostrzanym jest żyjąca w późnym apcie na obecnych terenach Wielkiej Brytanii Sandownia. Angolachelys reprezentuje jedną z pierwszych linii ewolucyjnych owodniowców, której przedstawiciele zasiedlili południowy Atlantyk po oddzieleniu się Afryki od Ameryki Południowej.
Nazwa Angolachelys oznacza w grece klasycznej „angolski żółw”, zaś nazwa gatunkowa gatunku typowego, mbaxi, znaczy „żółw” w używanych w Angoli językach nyaneka-nkumbi i kimbundo.